# Protichneumon nakanensis
Protichneumon nakanensis är en stekelart som först beskrevs av Matsumura 1912.  Protichneumon nakanensis ingår i släktet Protichneumon och familjen brokparasitsteklar. Inga underarter finns listade i Catalogue of Life.